# Lophyra
Lophyra é um gênero de besouros da família Carabidae.

## Espécies
- L. abbreviata (Klug, 1832)
- L. alba (W.Horn, 1894)
- L. albens (W.Horn, 1895)
- L. anataria Naviaux, 1991
- L. arnoldi (W.Horn, 1904)
- L. atkinsonii (Gestro, 1893)
- L. barbifrons (Boheman, 1848)
- L. bertolonia (W.Horn, 1915)
- L. boreodilatata (W.Horn, 1929)
- L. bouyeriana Cassola, 2005
- L. brevicollis (Wiedemann, 1823)
- L. canaliculata Werner, 1993
- L. cancellata (Dejean, 1825)
- L. candida (Dejean, 1825)
- L. capillata Werner & Wiesner, 1994
- L. cassoliana Werner, 1997
- L. catena (Fabricius, 1775)
- L. cerina Naviaux & Acciavatti, 1987
- L. clathrata (Dejean, 1825)
- L.  (Peringuey, 1892)
- L.  (W.horn, 1892)
- L.  Cassola, 1993
- L.  (Dejean, 1831)
- L.  (Barker, 1919)
- L.  Cassola, 1983
- L.  (Fabricius, 1787)
- L.  (Dejean, 1826)
- L.  (W.Horn, 1927)
- L.  (W.Horn, 1913)
- L.  (Peringuey, 1892)
- L.  (Bates, 1874)
- L.  (Tschitscherine, 1903)
- L.  (W.Horn, 1915)
- L.  (Mandl, 1973)
- L.  (Tscherkasov, 1992)
- L.  (G.Muller, 1941)
- L.  (W.Horn, 1908)
- L.  (Chaudoir, 1865)
- L.  (Dejean, 1831)
- L.  (Wallengren, 1881)
- L.  Cassola, 1986
- L.  (Bates, 1878)
- L.  (Dejean, 1825)
- L.  Werner, 1992
- L.  Werner & Wiesner, 1994
- L.  (Dejean, 1825)
- L.  (Wallengren, 1881)
- L.  (W.Horn, 1913)
- L.  (W.Horn, 1920)
- L.  (Putzeys, 1880)
- L.  (Fowler, 1912)
- L.  (W.Horn, 1934)
- L.  Cassola, 2008
- L.  (W.Horn, 1939)
- L.  Wiesner, 2001
- L.  Miskell, 1978
- L.  (Chaudoir, 1835)
- L.  (Barker, 1920)
- L. roberti Werner, 2003
- L. rufidorsalis Miskell, 1978
- L. saraliensis (Guerin-Meneville, 1849)
- L. senegalensis (Dejean, 1825)
- L. somalia (Fairmaire, 1882)
- L. striatifrons (Chaudoir, 1852)
- L. striolata (Illiger, 1800)
- L. sumlini Cassola, 1976
- L. tetradia (Fairmaire, 1899)
- L. uncivittata (Quedenfeldt, 1883)
- L. vittigera (Dejean, 1825)
- L. vittula Rivalier, 1951
- L. vivida (Boheman, 1848)
- L. wajirensis Miskell, 1978
- L. wellmani (W.Horn, 1907)
- L. wiesneriana Cassola, 1983